# Xuanhanosaurus
Xuanhanosaurus (nghĩa là: thằn lằn Tuyên Hán) là một chi khủng long, được Dong mô tả khoa học năm 1984.

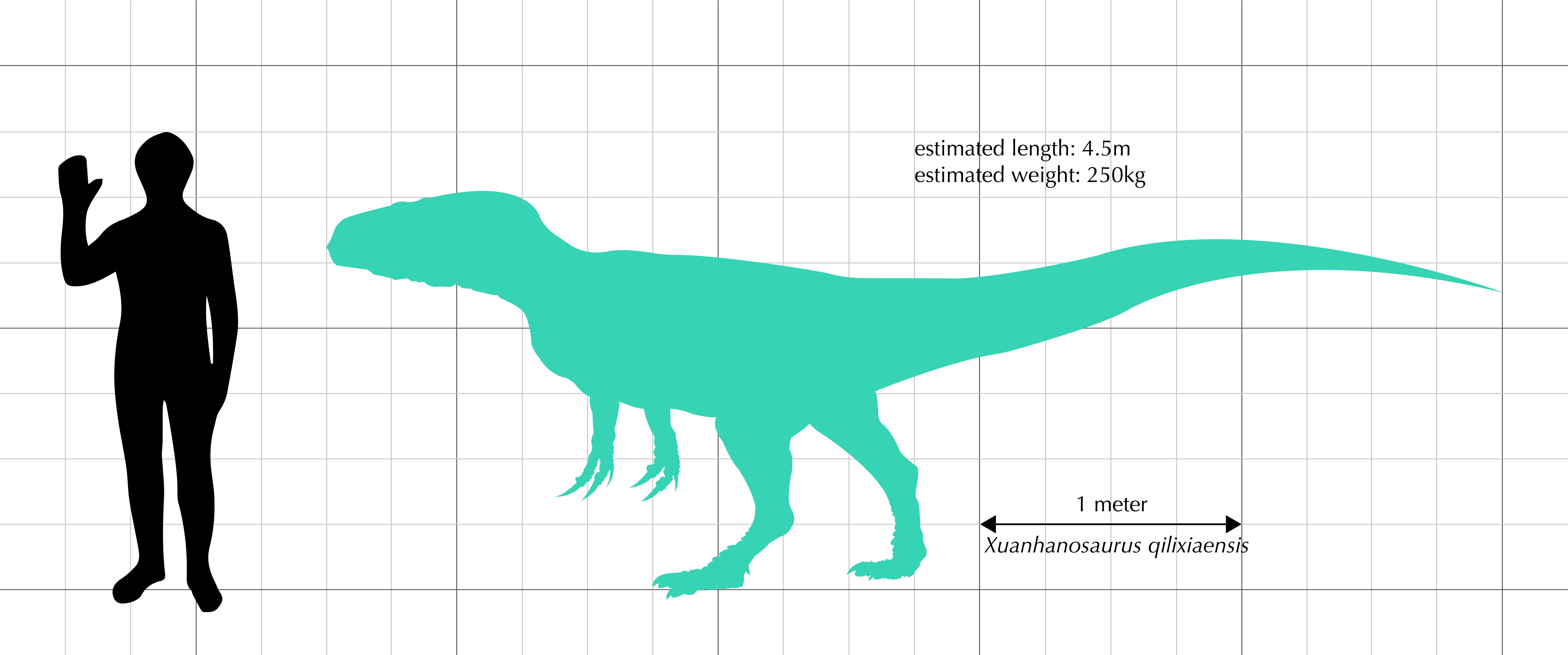
Một mẫu X. qilixiaensis so sánh với một người trưởng thành